# Henryk Maculewicz
Henryk Józef Maculewicz (Grudza, 24 aprile 1950) è un ex calciatore polacco, di ruolo difensore.

## Carriera
Con la Nazionale polacca ha preso parte ai Mondiali 1978.